# Chapman (Ausztráliai fővárosi terület)

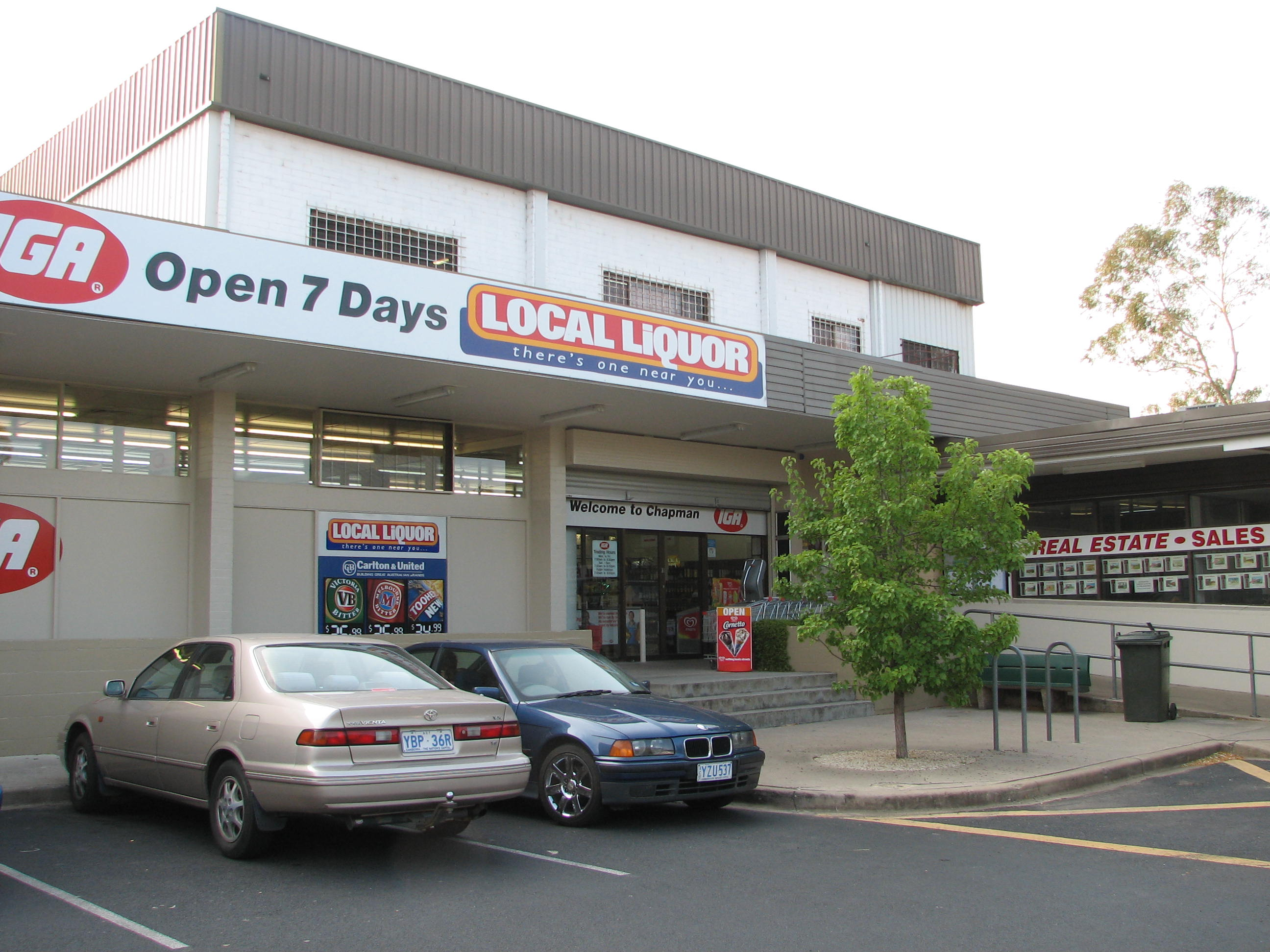
Chapman, bevásárlóközpont

Chapman a főváros, Canberra egyik elővárosa. A Weston Creek területen fekszik. 
A külváros Sir Austin Chapman (1864-1925) után kapta nevét, aki Eden-Monaro képviselője volt 1901 és 1926 között. Chapman, mint az államszövetség lelkes támogatója az új-dél-walesi törvényhozás tagjaként (1891-1901 között), Deakin és Bruce önkormányzatainak ügyét is szívén viselte.
A városka utcáit az ausztrál filmipar csillagai után nevezték el.
A helyi általános iskola a Perry Drive-on található.

## Földrajza
A Laidlaw vulkán vulkáni tufája borítja legnagyobb részben a területet. Csillám, homokkő, vulkáni tufa és tefra található a Rafferty Street-től nyugatra.

## Fordítás
Ez a szócikk részben vagy egészben  a   Chapman, Australian Capital Territory című angol Wikipédia-szócikk ezen változatának fordításán alapul.  Az eredeti cikk szerkesztőit annak laptörténete sorolja fel. Ez a jelzés csupán a megfogalmazás eredetét és a szerzői jogokat jelzi, nem szolgál a cikkben szereplő információk forrásmegjelöléseként.